# Marcus Aurelius Marius
Marcus Aurelius Marius (? - 269) was een Romeins keizer over het Gallische keizerrijk in 269, in oppositie van Claudius II.
Na de moord op Laelianus (vanwege een opstand tegen Postumus) en Postumus (omdat ze Mogontiacum (Mainz) niet mochten plunderen) riepen de soldaten iemand van hun eigen rangen uit tot keizer; namelijk Marius, een bijzonder sterke soldaat die van huis uit waarschijnlijk smid was. Mogelijk herinnerde zijn naam de soldaten aan betere tijden onder keizer Marcus Aurelius.
Marius moest eerst de soldaten toestaan om Mainz te plunderen. Hij regeerde waarschijnlijk gedurende enkele maanden in 269, in ieder geval veel langer dan de twee of drie dagen die sommige geschiedschrijvers (Eutropius en Marius Pollo) noemen, getuige de betrekkelijk grote hoeveelheid munten die van hem gevonden worden.